# سیارک ۲۱۶۲۸
سیارک ۲۱۶۲۸ (به انگلیسی: 21628 Lucashof، نامگذاری:1999ND4) بیست و یک هزار و ششصد و بیست و هشتمین سیارک کشف شده‌است که در ۱۳ ژوئیه ۱۹۹۹ کشف شد.
قدر مطلق سیارک برابر ۸.۵ است.